# Сюрґавереська сільська рада
Сю́рґавереська сільська рада (ест. Sürgavere külanõukogu, рос. Сюргавереский сельский совет) — сільська рада в Естонській РСР, адміністративно-територіальна одиниця в складі повіту Вільяндімаа (1945—1950) та Сууре-Яаніського району (1950—1954).

## Населені пункти
Сільській раді підпорядковувалися села: Керіка-Кере (Керіта-Кереме) (Kerika-Kere (Kerita-Kereme), Сюрґавере (Sürgavere), Кабіла (Kabila), Кялліте (Кялісте)-Уудекюла (Källite (Käliste)-Uudeküla), Тяллевере (Tällevere), Лигавере (Lõhavere).

## Історія
13 вересня 1945 року на території волості Таевере у Вільяндіському повіті утворена Сюрґавереська сільська рада з центром у селі Сюрґавере.
26 вересня 1950 року, після скасування в Естонській РСР повітового та волосного поділу, сільська рада ввійшла до складу новоутвореного Сууре-Яаніського сільського району.
17 червня 1954 року в процесі укрупнення сільських рад Естонської РСР Сюрґавереська сільська рада ліквідована, а її територія склала західну частину Олуствереської сільської ради.